# Воробьёво (Колыванский район)
Воробьёво — деревня в Колыванском районе Новосибирской области. Входит в состав Новотырышкинского сельсовета.

## География
Площадь деревни — 62 гектара.

## Население
| 2002 | 2007 | 2010 |
| ---- | ---- | ---- |
| 477  | ↗520 | ↘460 |

## Инфраструктура
В деревне по данным на 2007 год функционирует 1 учреждение здравоохранения.